# Mijanomori

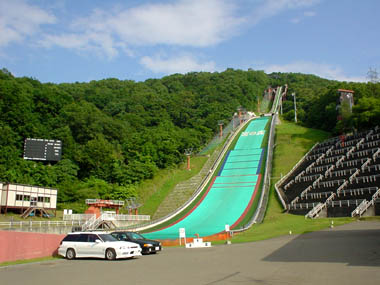
Mijanomori

Mijanomori (japonsky 宮の森ジャンプ競技場, Mijanomori džanpu kjógidžó) je střední můstek určený pro skoky na lyžích nacházející v severojaponském městě Sapporo na ostrově Hokkaidó. Konstrukční bod můstku činí 90 m, jeho hill size pak 98 m. Byl postaven již v roce 1969 a konala se na něm soutěž ve skocích na lyžích jako součást zimních olympijských her v roce 1972, v roce 2007 se zde konala ta samá soutěž jako součást mistrovství světa v klasickém lyžování. Rekord můstku drží norský skokan Anders Bardal, který zde 13. ledna 2006 skočil 102,5 m.